# 麒麟控股
麒麟控股（日语：キリンホールディングス株式会社）是一家位於日本的飲品、酒精性飲料以及製藥工業公司，拥有麒麟啤酒品牌，其麾下負責海外貨品行銷、販賣的子公司分布於美國、澳大利亞、臺灣、南韓、中国大陆、香港以及東南亞地區。該公司為三菱集團其下之一員，而該公司香港貨倉已遷往粉嶺。

## 概況
麒麟1907年創立，至今超過百年。其擁有多家跨國飲料公司和農業相關公司成為日本一大餐飲財團，年銷售額超過2兆日圓，例如旗下的永昌源公司原本是在日本境內製造中國酒的企業，最知名的就是「古越龍山」酒；擁有大型富士御殿酒廠和深谷酒廠現也納入麒麟之下。
目前海外營銷比重已經超過4成，並投資眾多居酒屋和餐館作為銷售管道。
其知名產品「KIRIN一番搾」主打只用第一道麥汁釀造，所謂的一番搾，就是啤酒製造過程中，糖化完成之後的麥糊經過過濾器自然流出的第一道麥汁。熱水加入濾出一番搾後的麥湖渣中，所濾出出的第二道麥汁稱為二番搾，一般的啤酒皆因為生產成本的考量，多數採以一番搾與二番搾混合而成，只用一番搾麥芽榖所釋放出來的單寧成分較少，所以口感不同。
2017年2月13日麒麟控股以22億巴西雷亞爾(約54.8億港元)（7億美元）出售巴西分公司給喜力啤酒(Heineken)在當地的子公司Bavaria，麒麟巴西公司創辦于2011年，旗下擁有12座釀酒廠。
2019年8月6日麒麟控股以1293億日元（約12.1億美元）向日本化妝品品牌芳珂創始人兼主席池森賢二及其親戚，以及他們的資產管理公司購入芳珂的30.3％股份(合計3950萬股)，並享有33％的股份投票權。
2019年11月25日麒麟控股以456億日圓（4.19億美元/6億澳元）現金，将其旗下澳州乳品和飲料公司Lions-Dairy & Drinks的乳品及飲料業務(包括奶類飲品、酸奶、白奶、低溫果汁及飲料、常溫果汁及飲料、沙冰、烹調及植物基產品)出售給蒙牛。
2022年2月16日麒麟控股同意将其持有的华润麒麟饮料（大中华区）有限公司（以下简称“华润麒麟”）40%股权出售给Plateau Consumer Limited（普拓）。

## 旗下公司

### 日本
- 麒麟販賣有限公司
- 麒麟酒廠有限公司
- 永昌源中國酒釀造有限公司
- 三樂有限公司
- 喜力日本有限公司

### 海外
- 臺灣麒麟啤酒股份有限公司
- 澳大利亞獅子釀酒有限公司
- 美國四玫酒廠有限公司
- 美國麒麟酒廠有限公司
- 歐洲麒麟酒廠有限公司
- 菲律賓生力啤酒有限公司
- 巴西麒麟啤酒有限公司
- 中国大陆珠海麒麟啤酒有限公司
- 北新英格蘭可口可樂有限公司
- 美國摩西飲料有限公司
- 美國麒麟亞美根生技有限公司
- 臺灣協和麒麟股份有限公司
- 韓國第一麒麟製藥有限公司
- 中国大陆麒麟製藥有限公司
- 香港麒麟亞洲製藥有限公司
- 美國泰福農業有限公司
- 法國麒麟農業有限公司
- 英國南方溫室製造有限公司
- 荷蘭費茲控股有限公司
- 西班牙巴伯特·柏蘭斯有限公司
- 中国大陆青島國際種子有限公司
- 法國日耳曼可法有限公司
- 中国大陆上海麒麟農業有限公司
- 澳大利亞麒麟啤酒有限公司
- 巴西托山農產工業有限公司

## 外部連結
- 麒麟控股（页面存档备份，存于）（日語）
- 麒麟（中国）投资有限公司 （简体中文）